# Stinus Nielsen
Stinus Nielsen (5. november 1902 - 14. september 1997) var en dansk skoleforstander og formand for Danmarks Lærerforening 1956-72. Far til Arne og Erik Stinus. Det var ved Nielsens arbejde, at Danmarks Lærerforening i 1950'erne og 60'erne opnåede en stor indflydelse på demokratiseringen af folkeskolen, hvilket tillægges Stinus Nielsens person som forhandler.
I 1992 blev Stinus-prisen opkaldt efter Stinus Nielsen, denne gives hvert år på Danmarks Lærerforenings kongres til en person, som har bidraget med udvikling af folkeskolen. I 1997 udkom hans erindringsbog Mit liv i skolen, og samme år gik han bort, 94 år gammel.

## Reference
1. 1 2  "Stinus Nielsen død, 94 år", 14. september 1997, Ritzaus Bureau
2. ↑  Dansk Biografisk Leksikon